# Nigehörn

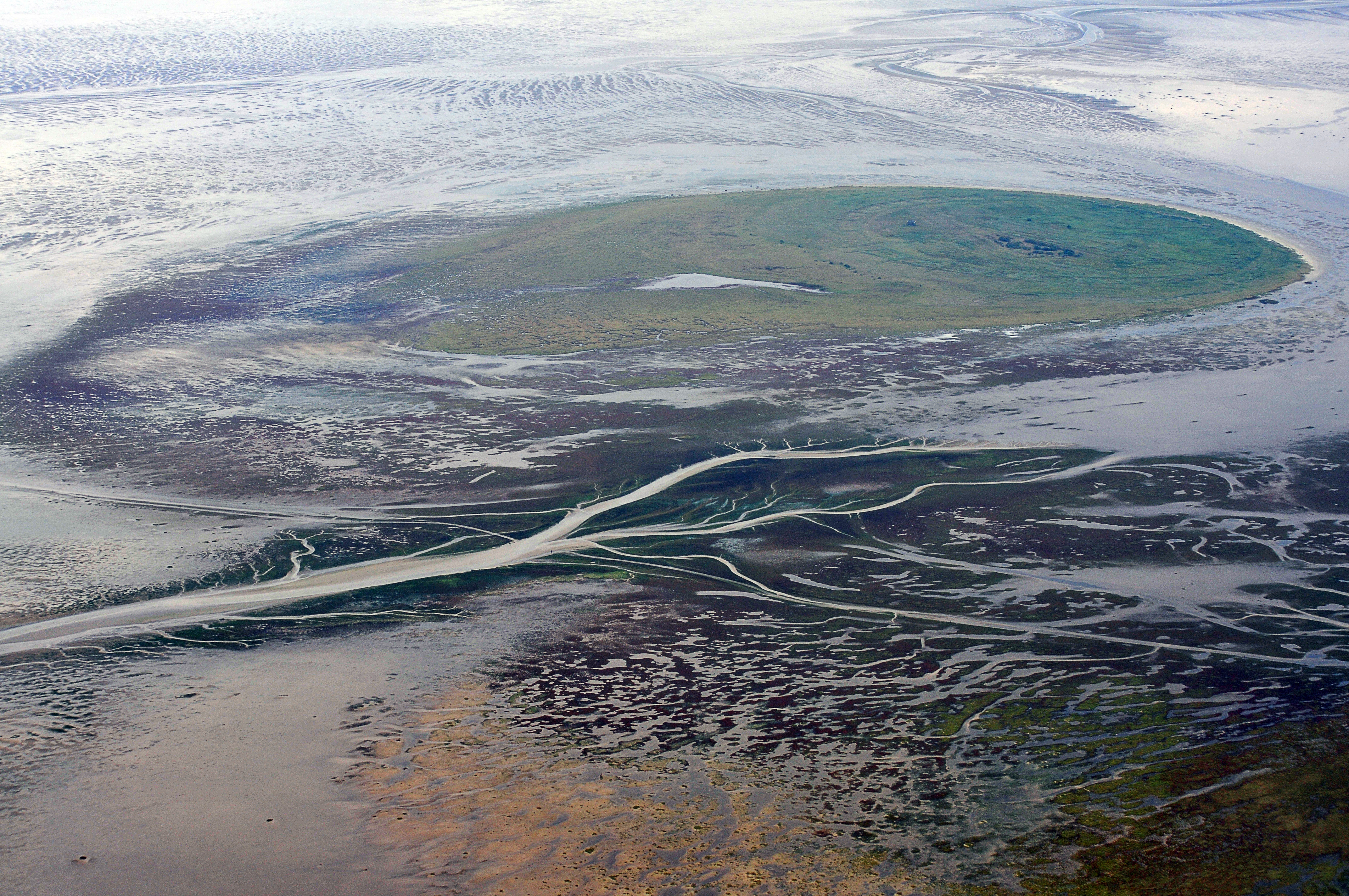
Nigehörn

Nigehörn is een onbewoond Duits waddeneiland, 4 km ten noordwesten van Neuwerk. Het eiland hoort bestuurlijk bij Hamburg en maakt deel uit van het nationaal park Hamburgisches Wattenmeer.
Het eiland is in 1989 aangelegd op de Scharhörnplatte om de voortdurende afslag van het vogeleilandje Scharhörn tegen te gaan. De oorspronkelijk oppervlakte van Nigehörn was 30 ha, inmiddels is dat door natuurlijke aanwas 50 ha. Het eiland staat droog bij normaal vloedniveau, maar heeft geen bescherming tegen stormvloed.
De gehele Scharhörnplatte is beschermd vogelgebied en niet vrij toegankelijk.
- Virtual International Authority File: 367148814286245330000